# 9K121 Vikhr
Le 9K-121 Vikhr est un missile antichar russe de quatrième génération. Entré en service en Russie dans les années 1990, il est présenté en public pour la première fois lors du salon aéronautique de Farnborough de 1992. Il est utilisé par les hélicoptères Mil Mi-24 Hind, les Kamov Ka-50 et Ka-52 ainsi que l'avion d'attaque au sol Soukhoï Su-25.

## Conception
La conception du missile a débuté dans les années 80 en Union Soviétique pour remplacer les missiles 9K114 Chtourm. La conception a été confiée au bureau d'étude KBP sous la supervision de célèbre Arkadiy Georgiyevich Shipunov. Les premiers prototypes ont été produits en 1989 et le missile a commencé à être disponible en 1992. Dans les premières années le missile a eu du mal à se vendre car la Russie avait développé un autre missile similaire mais avec un système de guidage différent le 9M120 Ataka-V. Pour éviter au fabricant d'entrer en faillite la Russie a passé en 2013 une énorme commande de 6 000 missiles pour un montant de 400 millions de $. La livraison de ces missiles a débuté en 2015 et s'est achevée en 2016.
En 2013 une version améliorée du missile est développée, surnommée le Vikhr-1, cette version améliore globalement toutes les caractéristiques du missile, portée, vitesse, pénétration. C'est cette version qui a été commandée par la Russie.
En 2021 le constructeur annonce qu'une version pour drone est en cours de développement, le missile sera à l'avenir installé sur les drones Orion.

## Technique
Le Vikhr est un missile antichar à guidage laser d'une portée allant de 500 à 10 000 mètres. Propulsé par un moteur-fusée, le Vikhr est guidé par un laser émis par l'hélicoptère tireur ou un autre appareil faisant office de « guide » pour le missile. Sa charge HEAT qui est capable de percer des blindages réactifs détone soit à l'impact direct sur sa cible (notamment pour les véhicules blindés), soit légèrement avant l'impact (si la cible engagée est aérienne) grâce à une fusée de proximité. Le moteur fusée du Vikhr-1 permet au missile d'atteindre une vitesse de 600 mètres par seconde (soit Mach 1,8) et lui permet une autonomie d'une dizaine de kilomètres, la vitesse était de 500 m/s sur la version d'origine du missile.
La particularité du Vikhr reste toutefois sa polyvalence, puisque son constructeur le présente comme un missile réellement capable de prendre à partie aussi bien des cibles terrestres (chars, blindés légers, bâtiments, bunkers…) que des cibles aériennes comme des hélicoptères ou des avions. Pour ce faire le Vikhr dispose de sa double charge (impact ou proximité), même si son système de guidage et sa relative lenteur pour un missile à vocation antiaérienne le cantonne à attaquer uniquement des cibles volantes peu rapides et/ou peu maniables. En revanche son système de guidage par laser le rend très peu sensible aux leurres et au brouillage.
Le stockage, le transport et le lancement du missile sont effectués à l'aide d'un conteneur de transport et de lancement, qui garantit un stockage pendant 10 ans.
Pendant le vol du missile, le pilote peut en garder le contrôle et modifier sa trajectoire tout en suivant ses évolutions grâce à un écran TV, le Shkval qui équipe d'ailleurs le Su-25T ainsi que le Ka-50.
Le missile 9K121 Vikhr est beaucoup moins cher que son homologue américain le Hellfire, car le prix d'un Hellfire serait de 111 000 $ alors que le prix d'un Vikhr n'est que de 28 300 $.

## Utilisateurs
- Russie
- Égypte[5]